# 474. pehotni polk (Wehrmacht)
Za druge 474. polke glejte 474. polk.
474. pehotni polk (izvirno nemško Infanterie-Regiment 474) je bil eden izmed pehotnih polkov v sestavi redne nemške kopenske vojske med drugo svetovno vojno.

## Zgodovina
Polk je bil ustanovljen ob mobilizaciji 26. avgusta 1939 kot polk 4. vala v WK VI; polk je bil dodeljen 254. pehotni diviziji. 
1. februarja 1940 je bil II. bataljon izvzet iz sestave in dodeljen 507. pehotnemu polku.
15. oktobra 1942 je bil polk preimenovan v 474. grenadirski polk.